# Папала, Марек
Ма́рек Влады́слав Папа́ла (пол. Marek Władysław Papała; 4 сентября 1959, Прухник, Жешувское воеводство — 25 июня 1998, Варшава) — сотрудник Гражданской милиции ПНР и полиции Польши, надинспектор полиции, главный комендант полиции с 3 января 1997 по 29 января 1998 года. Был застрелен около своего дома в Варшаве, убийство остаётся не раскрытым до сих пор.

## Ранние годы
Родился 4 сентября 1959 года в городе Прухник нынешнего Подкарпатского воеводства Польской Республики. Учился в гминной всеобщей школе имени Эдукационной комиссии и окончил её в 1974 году с отличием. Продолжил обучение в общеобразовательном лицее имени Николая Коперника в Ярославе, который окончил в 1978 году также с отличием. После окончания школы он планировал поступить в Университет Марии Склодовской-Кюри, но, несмотря на успешно сданные экзамены, не поступил туда из-за высокого конкурса.
После окончания лицея Папала отслужил в армии. Согласно журналисту Мирославу Кудасевичу из газеты Tygodnik Prudnicki, с 30 января 1979 года Папала был курсантом 1-й роты учебного центра Верхнесилезской бригады Войск охраны пограничья в Пруднике. 4 марта 1979 года принёс воинскую присягу. С того же года формально числился сотрудником гражданской милиции Польской Народной Республики. После окончания учёбы и принесения воинской присяги был направлен проходить срочную службу на юго-запад ПНР: служил сначала в Народном войске польском в городе Кендзежин-Козле, а затем в краковском Батальоне центрального подчинения ЗОМО. По данным всё того же Кудасевича, Папала служил с апреля 1979 года в подотделе контрразведки комендатуры Краковского воеводства.

## Высшее образование
В 1980 году Папала поступил в Высшую офицерскую школу в Щитно, которую окончил с отличием в 1983 году (область права и управления, специальность «обеспечение общественной безопасности и порядка»). В 1985 году окончил факультет права и администрации Лодзинского университета, получив степень магистра в области управления. После окончания факультета он устроился в Высшую офицерскую школу сначала ассистентом, а затем и преподавателем. С 1984 года он работал в Управлении дорожного движения Главной комендатуры гражданской милиции, пройдя путь от инспектора до начальника управления.
После окончания Лодзинского университета Папала продолжил своё обучение в Высшей педагогической школе в Ольштыне, специализируясь на дорожном движении. В 1989 году на одной из тематических конференций Папала познакомился с полковником Ежи Тольваем (пол. Jerzy Tolwaj), заместителем начальника Управления дорожного движения Главной комендатуры полиции Польши. Спустя какое-то время Папале предложили должность в Управлении дорожного движения, и в начале 1990 года вместе с супругой Малгожатой и дочерью Натальей Папала переехал в Варшаву. 14 декабря того же года защитил докторскую диссертацию в Лодзинском университете на факультете права и управления под руководством профессора Брюнона Холыста, тема диссертации — «Бегство преступника после совершения дорожного преступления» (пол. Ucieczka sprawcy po dokonaniu przestępstwa drogowego).

## Главный комендант
16 ноября 1990 года Папала был произведён в надкомиссары полиции, 31 июля 1992 года назначен директором Управления дорожного движения. 27 октября 1993 года произведён в подинспекторы полиции. 22 апреля 1994 года завершил курсы повышения квалификации специалистов в области антитеррористической борьбы по теме «Роль полиции в разрешении кризисов» в университете штата Луизиана. 19 марта 1995 года был произведён в инспекторы полиции, а 19 июня того же года распоряжением министра внутренних дел и администрации Польши Анджея Мильчанковского был назначен заместителем главного коменданта полиции Ежи Станьчика.
3 января 1997 года инспектор полиции Марек Папала был официально назначен главным комендантом полиции Польши на основании распоряжения Совета министров Польши от 2 января; считается, что его рекомендовал на эту должность начальник отдела кадров Главной комендатуры полиции Роман Курник, который позже стал заместителем Папалы. 3 мая того же года указом президента Польши Александра Квасьневского Папала был произведён в надинспекторы полиции.
Находясь на этом посту, Папала занимался реализацией предложенной им же «Программы улучшения полиции» (пол. Program naprawy Policji), направленной на модернизацию правоохранительных органов страны. Под его руководством в структуре полиции появились Бюро по наркотикам и Бюро по борьбе с коррупцией, а также были образованы спецгруппы, члены которых должны были внедряться в банды. При этом Папала отмечал, что реформирование полиции не стоило бы поручать непосредственно самой полиции, поскольку противниками реформ оказались бы полицейские, и тогда, по его словам, «любые изменения разрушили бы столь привычный им мир рутины». Благодаря принятым Папалой мерам в борьбе против организованной преступности польская полиция арестовала многих лидеров банд с Балтийского побережья и нанесла мощный удар по Прушкувской банде. Помимо этого, была арестована часть сотрудников таможни, работавших на пограничном переходе Тересполь-Брест, по обвинению в содействии контрабанде. Хотя предложенные Папалой реформы усилили поддержку полиции в обществе, его критиковали за чрезмерные меры безопасности на спортивных мероприятиях.

## Отставка
28 января 1998 года Папала направил на имя премьер-министра Ежи Бузека письмо с заявлением о своей отставке с поста главного коменданта полиции Польши и просьбой перевести его в распоряжение Министерства внутренних дел и администрации. В письме он подводил итоги своей деятельности на посту главного коменданта полиции, заявив о необходимости покинуть пост «ради блага государства» и выразив надежду, что реформы полиции будут продолжены. В тот же день Папала направил открытое письмо сотрудникам полиции, в котором сообщил о намерении покинуть свой пост и поблагодарил за оказанное ему доверие. Формально отставка Папалы состоялась на следующий день.
Уход Папалы с должности главного коменданта вызвал большой общественный резонанс: ходили слухи, что Папалу вынудили уйти с поста под давлением «правого» польского правительства. Официально Папала не оглашал причины своей отставки, однако при этом его уходу предшествовала серия беспорядков в польских городах, состоявшихся при участии несовершеннолетних. В последующие месяцы Папала занялся усиленным изучением английского языка и даже сдал экзамены в Министерстве иностранных дел. Ожидалось, что сначала он посетит США, а затем будет направлен в Брюссель, где займёт важную должность в одной из структур при Европейском союзе — пост координатора сотрудничества полицейских служб Европы в борьбе с международной организованной преступностью.

## Убийство

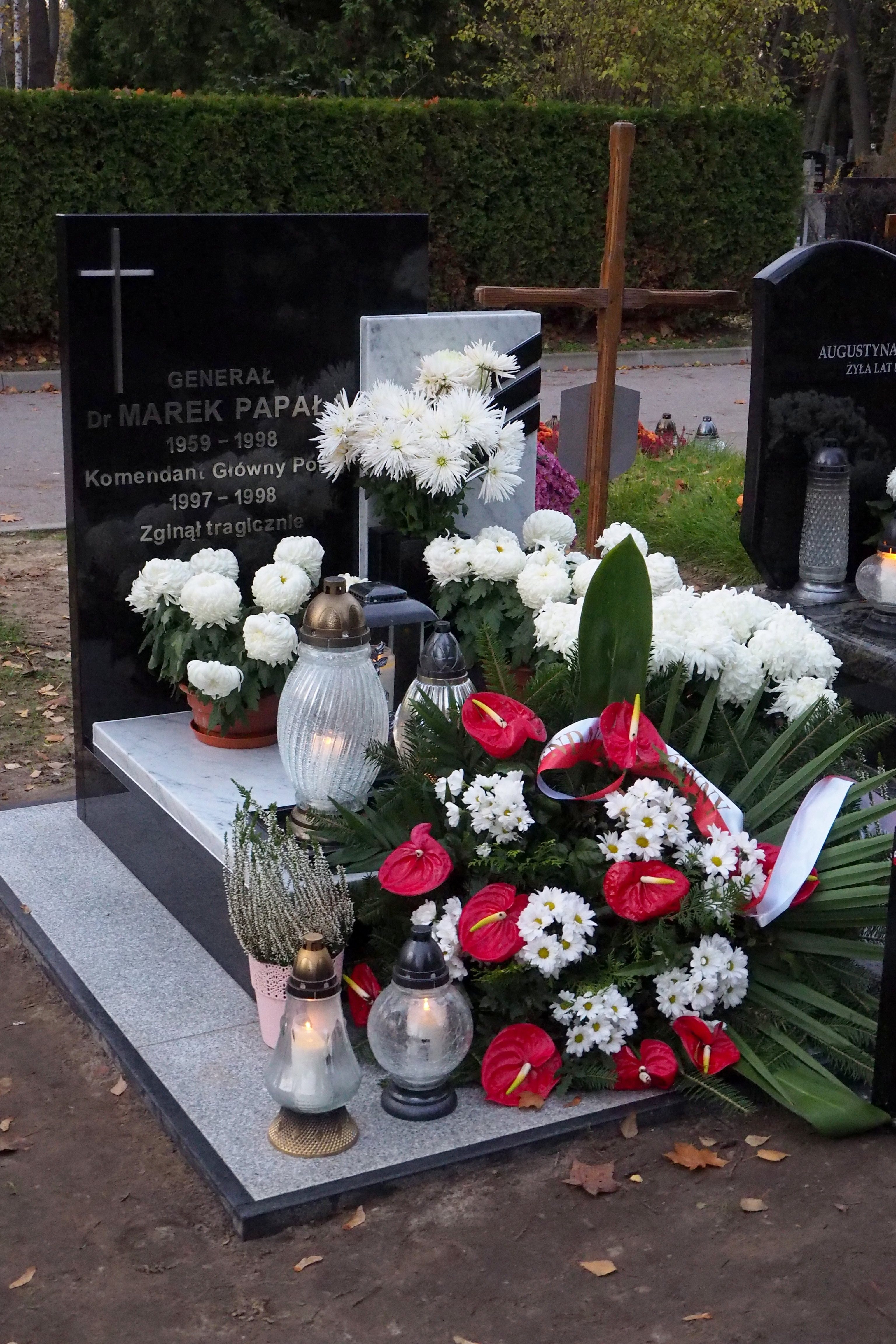
Могила Папалы на воинском кладбище в Повонзках

Вечером 25 июня 1998 года Папала поехал в Вилянув на именины к генералу запаса Юзефу Сасину, в прошлом начальнику 5-го департамента Службы безопасности ПНР. В квартире в доме 20 по улице Виктории Веденьской в тот вечер находились сам хозяин с женой Яниной и сын Яцек со своей супругой. Туда же приехал и предприниматель Эдвард Мазур, с которым Папала намеревался обсудить детали своей предстоящей командировки в США. Мазур пробыл в гостях полчаса и потом ушёл, не сумев уговорить Папалу уйти сразу вместе с ним. Спустя некоторое время ушёл и Папала, отправившись к Центральному вокзалу, чтобы встретить там мать. Поскольку поезд опаздывал, он решил ехать домой и в районе 22:00 он подъехал на автомобиле Daewoo Espero к своему дому 17 по улице Винценты Жимовского.
Папала не успел даже вытащить ключи из замка зажигания, когда неизвестный выстрелил ему в голову из пистолета с глушителем. Через несколько минут на улицу вышла супруга, чтобы выгулять собаку, и обнаружила тело мужа в автомобиле: смерть Папалы наступила мгновенно. Единственным непосредственным свидетелем убийства оказался гражданин Вьетнама: с его слов, около 22:00 он курил, когда к дому подъехал Daewoo Espero, а когда он отвернулся, то услышал звук, похожий на взрыв петарды. Позже он услышал только крики супруги Папалы, обнаружившей его тело. Со слов свидетеля, он видел, как некий человек вытащил из машины что-то, похожее на автомобильный огнетушитель, однако он не смог описать ни лицо, ни фигуру этого человека. Соседи сообщали, что около машины бродил некий молодой человек с рукой на перевязи. Сообщение об убийстве стало шоком для всей страны и тем более для полиции: в ту же ночь была образована специальная группа, на которую возложили проведение всех следственных мероприятий.
Марек Папала оставил супругу Малгожату, с которой был знаком со школьных лет, и дочь Наталью. 2 июля он был похоронен на коммунальном кладбище в родном Прухнике. 21 июля 2020 года его останки были перезахоронены на варшавском воинском кладбище в Повонзках (квартал G, участок 17).

### Расследование
Общественность была убеждена в том, что убийство Папалы было заказным и могло быть совершено из мести. Полиция заявляла, что раскрытие убийства Папалы было для них делом чести, а политики правых и левых партий всячески уверяли семью погибшего, что помогут добраться до истины. Однако расследование не приносило никаких результатов, и дело передали Главной комендатуре полиции Польши, где была учреждена специальная следственная группа «Генерал», занявшаяся расследованием убийства Папалы. По ходу расследования окружная прокуратура Варшавы и прокуратура Лодзи сформулировали два разных обвинительных заключения, в каждом из которых указывалась причастность мафии, но приводились абсолютно разные версии. Варшавские следователи указывали на причастность к убийству польского бизнесмена Эдварда Мазура, долгое время жившего за границей, а лодзинские следователи утверждали, что к смерти Папалы была причастна шайка автоугонщиков во главе с бандитом по кличке «Патык», якобы пытавшаяся угнать служебную машину.
Ход расследования неоднократно подвергался критике со стороны журналистов и бывших сотрудников правоохранительных органов. Перед судом по обвинению в заказном убийстве предстал криминальный авторитет Рышард Богуцкий, однако в 2013 году он был оправдан за недостаточностью улик: Мазура задержала в 2006 году чикагская полиция, но через год суд отказал польским властям в его экстрадиции. В 2015 году перед судом предстал главарь банды автоугонщиков по кличке «Патык», которого обвинили в убийстве Папалы с целью завладеть его автомобилем, но в 2020 году Варшавский окружной суд снял с него обвинения, поскольку показания ключевого свидетеля суд посчитал ненадёжными, а в 2023 году Апелляционный суд оставил в силе оправдательный приговор. Согласно журналистке Паулине Байде, в течение 25 лет с момента убийства были допрошены сотни свидетелей и выдвинуто 11 разных версий преступления, но дело так и осталось не раскрытым: до сих пор официально не установлены ни причастные к убийству лица, ни мотивы убийства.

## Награды
- Командорский крест Ордена Возрождения Польши (26 июня 1998, посмертно) — в знак признания выдающихся заслуг в деятельности по реформированию полиции и за достижения в общественной работе[1][37]
- Серебряный Крест Заслуги (21 октября 1993) — за примерное, исключительно добросовестное выполнение профессиональных обязанностей[38]
- Медаль «Milito Pro Christo»[пол.] (2001, посмертно)[39]
- Медальон памяти Медного[пол.] (2005, посмертно)[40]
- Диплом Benemerenti Полевого ординариата Войска польского (24 января 1999, посмертно)[2][41]

## Память
25 июня 2014 года в начальной школе № 1 имени Эдукационной комиссии города Прухник был открыт мемориальный зал в честь Марека Папалы. Его имя также носит ежегодный велопробег, который проводится в Прухнике в рамках горного марафона «Циклокарпаты» (пол. Cyklokarpaty).

## Комментарии
1. ↑  Тогда — в составе Ярославского повета Жешувского воеводства[пол.] Польской Народной Республики.
2. ↑  В некоторых источниках назван генералом полиции (пол. generał policji)[19].